# Божественная литургия

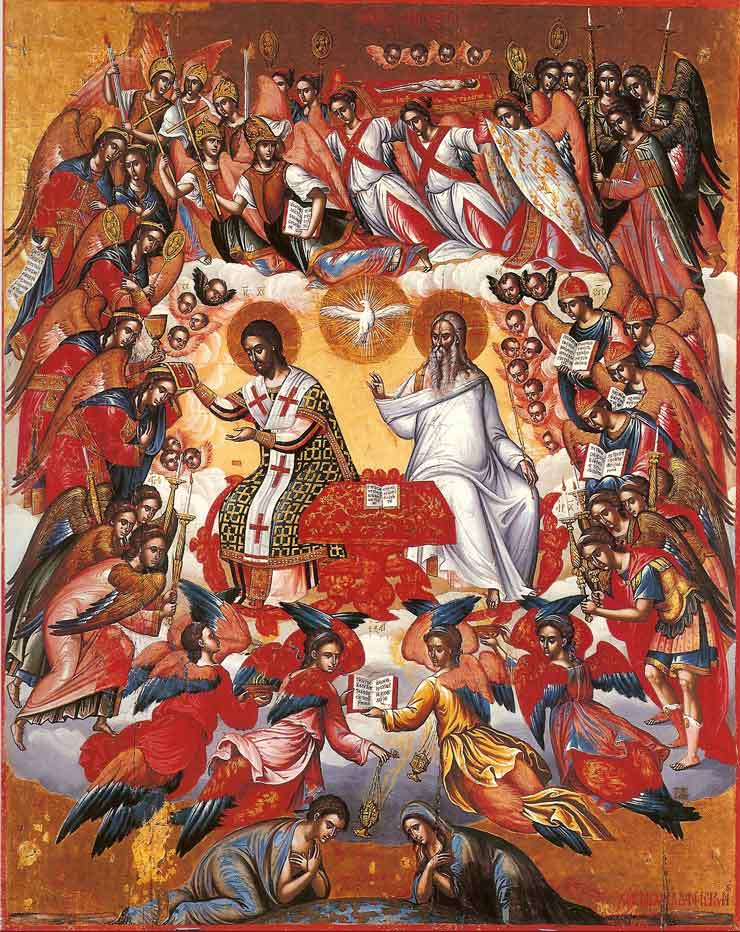
Михаил Дамаскин. Небесная литургия (икона, XVI век)

Боже́ственная литурги́я (греч. Θεία Λειτουργία — «Божья служба») — главнейшее христианское богослужение в исторических церквях, во время которого совершается таинство Евхаристии.
Слово литургия без уточнения (λειτουργία, от λειτουργῶ) может употребляться как синоним слова «богослужение» (например, Литургия часов), особенно при наличии фиксированных текстов чинопоследования, и не означать конкретно евхаристического богослужения (ср. литургика — наука о богослужении вообще).

## Литургические песнопения
Основные песнопения литургии ведут историю с глубокой древности. Как повествуют некоторые дошедшие до наших дней церковные предания и документы, уже в I веке существовало антифонное пение, «Милость мира», евхаристическая молитва; чуть позже были введены другие духовные песни и молитвы: «Святый Боже…» — с 438 года, Символ веры — с 510 года, «Единородный Сыне…» — с 536 года, «Да исполнятся…» — с 620 года, «Достойно есть…» — с 980 года и т. д.

## Литургическая символика
Проблема восприятия литургического действа по своей сложности и необъятности является предметом отдельной богословской дисциплины — т. н. литургического богословия. Семантически наиболее сложна Евхаристия, но и вся структура организации богослужения многопланова. В вечно длящемся евхаристическом действии Сам Христос является одновременно и Божеством, которому возносится Жертва, и самой Жертвой, приносимой за грехи мира, и Архиереем, приносящим Жертву.

### Топографический символизм
Сам храм, где происходит богослужение, его архитектура и убранство являются образом трансцендентного и имманентного мира. По учению Иоанна Геометра (X век), храм есть «подражание вселенной» (PG,106,943A), то есть он является литургическим образом мира, близким к миметическому подобию. В храме сконцентрированы «все красоты вселенной». Земля, море, воздух, планеты и звезды явлены в пространстве храма, в его архитектуре, облицовке и росписях. Здесь потустороннее является в посюстороннем, трансцендентное становится имманентным, смысл сходит во всякий предмет, здесь снимается противоречие между духовным и материальным, небо спускается на землю, Бог становится человеком, воплощается в мире. «Если существует некоторое слияние противоположностей всего мира, дольнего и горнего — оно здесь» (Иоанн Геометр, PG, 106, 944B). По учению патриарха Германа, церковь является земным небом, вообще всё внутреннее пространство храма — увеличение степени значимости с запада на восток и снизу вверх,— весь внутренний его интерьер мистически являет, в структуре т. н. «топографического символизма», реальности высшего духовного порядка. Так, по учению отцов Церкви, конха является Вифлеемской пещерой и, одновременно, по Герману и Софронию Иерусалимскому, местом погребения Христа (гробом Господним); жертвенник является яслями Христа, Его гробом и, одновременно, небесным жертвенником. Своды алтаря и потолок храма — образы двух уровней неба; лампады и свечи — образы вечного Света; стихарь — образ плоти Христовой; архиерей — образ Господа, иереи — духовные чины, диаконы — ангелы, и т. д.

### Церковь земная и небесная
Изображения храма также включаются в литургическое действо, мистически являя единение неба и земли. Так, по Симеону Солунскому, «священные изображения» Спасителя, Богоматери, святых и апостолов на алтарной преграде (иконостасе) означают «и пребывание Христа на небе со своими святыми, и присутствие его здесь, среди нас» (345 CD). Таким образом, по учению св.отцов, вся Церковь, земная и небесная, участвует в Литургии. При этом и сами участники Литургии изображают небесные силы в их «великом и страшном» служении, о чём поётся в Херувимской песне: «Мы, херувимов тайно изображающие…».
Все эти «изображения», литургические образы, не являясь по сущности архетипом, по своей антиномической природе обладают его силой. Литургическим образом является и сама словесная часть Литургии, которая не случайно облечена в напевно-мелодическую форму. «Мне кажется,— писал св. Григорий Нисский,— что философия, проявляющая себя в мелодии, есть более глубокая тайна, чем об этом думает толпа». Ту же мысль высказывает и св. Иоанн Златоуст: «Ничто так не возвышает душу, ничто так не окрыляет её, не удаляет от земли, не освобождает от телесных уз, не наставляет в философии и не помогает достигать полного презрения к житейским предметам, как согласная мелодия и управляемое ритмом божественное песнопение».

### Литургия как воспоминание
Литургическая символика тесно связана с пониманием богослужения как «воспоминания» (анамнесиса). Св. Дионисий Ареопагит, поясняя литургическое священнодействие, говорит, что оно совершается «в Его воспоминание». Но это особое, вневременное воспоминание, не подчиняющееся логике бытия. В нём вспоминают и прошлое, и настоящее, и будущее, как уже бывшее и вечно длящееся, то есть это воспоминание, выходящее за пределы антиномии «литургического времени», преодолевающее и этим снимающее её. Так анамнесис (часть евхаристической молитвы) литургии, приписываемой св. апостолу Иакову, брату Господню, «вспоминают» «второе и славное и страшное Его пришествие, когда Он придет со славою судить живых и мертвых и воздать каждому по делам его». Так же и в Литургии св. Иоанна Златоуста, в евхаристической молитве, «вспоминают» «вся еже о нас бывшая: крест, гроб, тридневное воскресение, на небеса восхождение, одесную седение, второе и славное паки пришествие». Не только отдельные молитвы и части Литургии, но и внутреннее устройство храма имеет «напоминательное» значение. Так, по патриарху Герману, «алтарь указывает на второе пришествие Его, когда Он придет со славою судить живых и мертвых» (PG, 98, 389D).
Литургическая символика не только многопланова, но и динамична, она меняется в процессе богослужения: антиномичность литургических образов простирается не только на онтологическую сферу, но и на временную. Так, дискос с положенными на нём частицами просфоры в Проскомидии выступает как образ Церкви небесной и земной и, одновременно, изображает Вифлеемский вертеп. Стоящий на голове диакона при Великом Входе, он означает распятого Христа, а снятие тела Иисуса с креста изображается снятием дискоса с головы диакона.
Максим Исповедник в своём «Тайноводстве» различает в литургической символике общее, более широкое значение каждого элемента, и его частные смыслы. Так, Церковь в общем плане является «образом и изображением Бога», а в частном плане — ибо она состоит из святилища и собственно храма, «наоса» — образом мысленного, ноэтического и чувственного мира, а также — образом человека и, кроме того, души, как состоящих из духовной и чувственной частей (PG, 91, 705A-C). Малый вход вообще означает первое пришествие Христа, а в частности — обращение неверующих к вере и т. п.
Вся Евхаристия, согласно поздним толкованиям, выражает земную жизнь Христа. Так, первая часть Литургии — Проскомидия — это рождение Христа в Вифлееме, воплощение Слова (Логоса); Малый Вход — выход Его на проповедь; Великий Вход — страсти и крестная смерть; поставление Даров на престоле — положение Иисуса во гроб и т. д.
Богослов протоиерей Александр Шмеман видел в Литургии:
- Таинство Собрания;
- Таинство Царства;
- Таинство Входа;
- Таинство Слова;
- Таинство Верных;
- Таинство Приношения;
- Таинство Единства;
- Таинство Возношения;
- Таинство Благодарения;
- Таинство Воспоминания
- Таинство Святого Духа;
- Таинство Причастия.

## Литургия византийского обряда

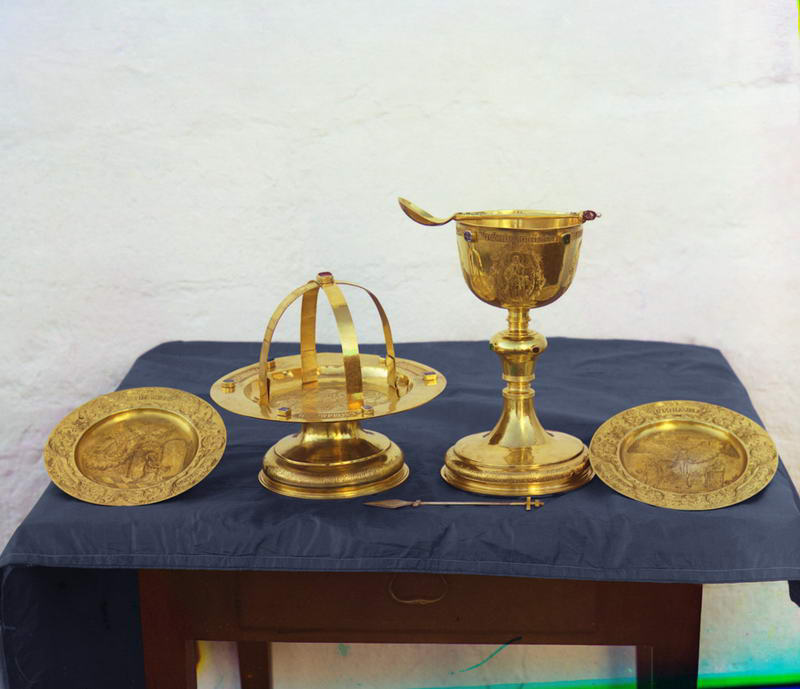
Священные сосуды, используемые за литургией (дар царевны Марии Алексеевны в Александровский Успенский монастырь)

В Византийском обряде (православные церкви и грекокатолические церкви) в настоящее время служится традиционно три варианта литургии:
- Литургия Иоанна Златоуста — совершается в течение всего года, когда не положено совершать двух остальных литургий;
- Литургия Василия Великого — совершается десять раз в году: накануне праздников Рождества Христова и Богоявления (или в сами дни этих праздников, если они случаются в воскресенье или понедельник), в праздник Обрезания Господня и день памяти святого Василия Великого 1 января (14 января), в 1-е, 2-е, 3-е, 4-е и 5-е воскресенья Великого поста, в Великие (Страстные) четверг и субботу;
- Литургия преждеосвященных Даров (восходит к апостольским временам[8], была распространена папой Григорием Двоесловом в VI веке) — совершается только Великим постом в среду и пятницу первых шести седмиц поста, в четверг пятой седмицы поста, в понедельник, вторник и среду Страстной седмицы, а также в дни памяти первого и второго обретения честной главы Иоанна Предтечи (8 марта в високосном году, 9 марта в невисокосном году по новому стилю) и сорока мучеников Севастийских (22 марта по новому стилю), если эти праздники приходятся на период Великого Поста и не попадают на субботу или воскресенье.

Также в некоторых случаях допускается служение таких вариантов литургий:
- Литургия апостола Иакова служится в некоторых поместных православных церквях (например, Иерусалимской, Элладской и некоторых епархиях Русской) один или несколько раз в год в день памяти апостола Иакова, брата Господня 23 октября (5 ноября), 8 и 17 января, и в другие дни. По преданию, зафиксированному Проклом Константинопольским и потому бесспорно принимавшемуся вплоть до XIX века, Литургии Василия Великого и Иоанна Златоуста являлись последовательными сокращениями Литургии апостола Иакова[9].
- Литургия апостола Марка — в апреле 2007 года Архиерейский Синод Русской православной церкви заграницей, рассмотрев сообщение протоиерея Иоанна Шо о чинопоследовании Божественной литургии святого апостола Марка, счёл полезным напечатать это чинопоследование и благословил его совершение в храмах Русской зарубежной церкви.

### Последование Литургии
Подробный порядок совершения Литургии приводится в Чиновнике архиерейского священнослужения и в Служебнике:
- Входные молитвы и облачение. Проскомидия.
  - Вхо́дные молитвы;
  - Облаче́ние;
  - Проскоми́дия;
  - Молитва приношения (древняя проскомидия).
  - Третий и Шестый часы
- Литургия оглашенных.
  - Возглас «Благословенно Царство…»;
  - Великая ектения;
  - Антифоны (изобразительные, вседневные или праздничные), в том числе Единородный Сыне. По Уставу песненных последований антифоны пелись попеременно духовенством и народом по пути крестного хода на престольный праздник;
  - Малый вход с Евангелием (вход в храм);
  - Чтения:
    - Прокимен (в древности пелись псалмы полностью, иногда с повторением отдельных стихов, и читались ветхозаветные паремии);
    - Чтение Апостола;
    - Аллилуиарий;
    - Чтение Евангелия;
    - Проповедь (в современной русской практике обычно совершается после отпуста народа);

  - Ектения, молитва и возглас об оглаше́нных;
  - Благословение оглашенных (в древности);
  - Отпуст оглашенных. Затворение дверей храма (в современном богослужении не совершается).
- Литургия верных.
  - Преуготовление;
  - Херувимская песнь;
  - Великий Вход (перенесение хлеба и вина (приношения) с жертвенника на престол и проскомиди́йные поминове́ния);
  - Целование мира и испове́дание веры;
  - Святое возноше́ние (ана́фора) с пением «Милость мира»;
    - Начальный диалог предстоятеля с мирянами (на практике — с хором);
    - Префация (лат. Præfatio — введение, предисловие, обращение предстоятеля к Богу Отцу);
    - Санктус («Свят, свят, свят» — вечная ангельская песнь);
    - Ана́мнесис (греч. ανάμνησις — воспоминание Тайной вечери с установительными словами);
    - Эпиклеза (греч. ἐπίκλησις — призывание сошествия Святого Духа на предложенные дары);
    - Интерце́ссия (хода́тайственная молитва за всё человечество и за весь мир).

  - Приготовление к причащению (Отче наш);
  - Святое причащение;
    - Причащение духовенства в алтаре;
    - Причащение народа в храме;
    - Гимны после причащения («Да испо́лнятся уста́ на́ша …»).

  - Благодарение после причащения;
  - Заключительные молитвы;
- 33 псалом;
- Отпуст народа;
- Многолетие;
- Проповедь, объявления о предстоящих службах, напутствие;
- Прикладывание ко кресту;
- Раздача антидора и святой воды;
- Благодарственные молитвы по Святом Причащении.

## Другие восточные литургии
О литургии в Ассирийской церкви Востока, Халдейской и Сиро-малабарской католических церквях — см. Восточно-сирийский обряд, литургия Фаддея и Мария, литургия Феодора Мопсуестийского, литургия Нестория.

## Западные литургии

### Литургия у лютеран
Термину «литургия» для определения главного публичного богослужения (как правило, евхаристического) отдавалось также предпочтение (вместо названия «месса») богословами лютеранской Реформации XVI века. Этим имелось в виду подчеркнуть правильность общинного характера такого богослужения в христианской Церкви, в противоположность практике служения римокатолических «частных» месс, которые служились священником в уединении, а также «шептанных» римокатолических месс, при которых хотя миряне возможно присутствовали, однако вся месса тихо произносилась священником без какого-либо их (или хора) участия. Название «Литургия» сохраняется для названия главного богослужения у лютеран. Такое лютеранское богослужение, в своей традиционной форме, в общем следует порядку обрядов до-тридентской римокатолической мессы, с включением дополнительно 5—10 гимнов и исключая элементы, неприемлемые для лютеран с точки зрения вероучения, а именно:
- не проводятся процессии Тела и Крови Христовых, поскольку принятие Евхаристии, а не поклонение её видам, почитается в лютеранстве единственным установленным Христом, а посему единственно богоугодным, назначением содержащих Тело и Кровь Христовы причастных видов (освящённых хлеба и вина);
- основательно пересмотрен офферторий (имеет аналогию с Великим входом в литургии Восточной церкви), дабы удалить из него элементы, могущие дать впечатление о принесении в таинстве Причастия жертвы Богу со стороны людей (церковнослужителя), по причинам см. ниже;
- удалён канон мессы, поскольку, по мнению лютеран, из него следует, что со стороны и от лица собственно человека при Евхаристии осуществляется (либо «возобновляется») принесение жертвы (officium) Богу (за грехи живых и усопших или по иному поводу), тогда как единовременная и вседостаточная жертва за грехи была принесена Христом на кресте, а в Евхаристии Христос, посредством выступающего в Его лице (in persona Christi) церковнослужителя, даёт людям Причастие Своих Тела и Крови в качестве Своего благодеяния (beneficium) и средств наделения причастников божественной благодатью Св. Духа (instrumenta sive media Spiritus Sancti).

Чины лютеранских литургий исторически восходили по своей структуре к одной из двух различных традиций (немецкой либо шведской), однако уже на раннем этапе возник довольно широкий спектр местных особенностей. После упадка в лютеранской богослужебной практике под влиянием рационализма и пиетизма в XVIII—XIX веках, в середине XIX — начале XX веков в лютеранстве многих стран (в том числе Российской империи) развивалось движение «литургического возрождения», способствовавшее возобновлению в лютеранском богослужении утраченных прежде элементов «кафолической» литургической преемственности Западной церкви (в первую очередь, евхаристического канона). Кроме того, в начале XX века вероисповедные критерии лютеранства были приложены на Западной Украине для лютеранской редакции литургии Иоанна Златоуста, результатом чего стал лютеранский обряд литургии славяно-византийского происхождения, используемый в настоящее время в УЛЦ.

## Литургические науки
Литургия изучается двумя основными богословскими дисциплинами — литургикой и литургическим богословием, из них:
- Литу́ргика — изучает христианское церковное богослужение, где главное место занимает Божественная литургия, предмет включает два основных отдела — гимнографию и эортологию. Литургика является наукой о богослужении вообще.
- Литурги́ческое богословие — сравнительная наука, занимающаяся систематизацией богословских идей, заключённых в богослужении, церковных песнопениях, последовании праздников, иконографических композициях, таинствах и во всём церковнослужебном обиходе.